# Mary Buckland

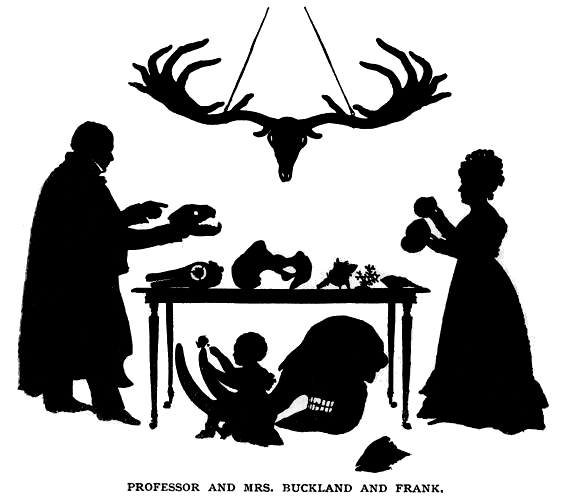
Rycina z wyobrażeniem rodziny Bucklandów podczas pracy

Mary Buckland z domu Morland (ur. 20 listopada 1797 w Abingdon-on-Thames, zm. 30 listopada 1857 w St Leonards) – paleontolożka, biolożka morska i ilustratorka naukowa.

## Życiorys

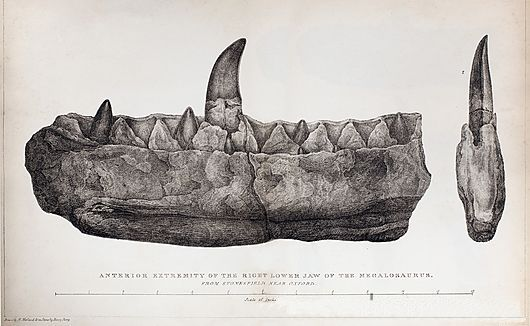
Rycina autorstwa Mary Buckland

Jej ojcem był radca prawny Benjamin Morland. Matka, Harriet Baster Morland, zmarła, kiedy Mary była niemowlęciem. Mary była najstarszym dzieckiem pary. Ojciec ponownie się ożenił i Mary miała wiele przyrodniego rodzeństwa. Buckland uczyła się w Southampton. Opiekę naukową roztoczył nad nią sir Christopher Pegge, profesor anatomii na Uniwersytecie w Oksfordzie. Również rodzina Pegge'ów wspierała naukowe zainteresowania Mary Morland.
W 1825 wyszła za Williama Bucklanda. Zamieszkali w Christ Church. W podróż poślubną udali się na roczną wyprawę geologiczną po Europie. Mieli dziewięcioro dzieci, z czego syn Frank Buckland został chirurgiem i zoologiem, a córka Elizabeth Oke Buckland Gordon pisarką. Dzieci miały kontakt z pasjami rodziców; już czteroletni Frank umiał identyfikować kręgi ichtiozaura. Mary godziła zajmowanie się na paleontologią i wychowywanie dzieci, jak również działalność edukacyjną wśród wiejskich dzieci. Nie mogła jednak w pełni poświęcić się pracy zawodowej z powodu dezaprobaty męża dla takiej aktywności podejmowanej przez kobietę.
Po tym, jak w 1842 mąż Mary Buckland zachorował psychicznie i jego stan wciąż się pogarszał, aż trafił na hospitalizację, naukowczyni przeprowadziła się do St Leonards-on-Sea w Sussex. Tam kontynuowała pracę. Uczyła też w wiejskiej szkole w Islip.
Została pochowana w Islip.

## Kariera
Jako nastolatka zainteresowała się ilustracjami naukowymi George'go Cuviera. Dostarczała mu własne ilustracje. Cuvier współpracował z przyszłym mężem Mary, Williamem Bucklandem. Ilustracje wykonywała też dla brytyjskiego geologa Williama Conybeare'a. 
Zbudowała modele skamielin i opisała je na potrzeby Muzeum Historii Naturalnej Uniwersytetu w Oxfordzie. Studiowała zoofity morskie. Opierając się na instrukcjach męża, naprawiła zepsute skamieliny. Według relacji syna bardzo dokładnie wykonywała swoją pracę. Spisywała dyktowane przez męża opracowania, redagowała je i tworzyła ilustracje do książek męża. Spisywała notatki z jego obserwacji, napisała też większość z treści w wydanych pod jego nazwiskiem książek. Jej umiejętności z zakresu ilustracji naukowej można podziwiać w publikacjach Bucklanda: Reliquiae diluvianae (1823) i Geology and Mineralogy (1836).
Mimo problemów zdrowotnych po śmierci męża kontynuowała ich pracę, a nawet rozszerzyła zakres badań. Z córką Caroline badała pod mikroskopem morskie mikrozwierzęta. Uporządkowała kolekcję zoofitów i gąbek, które zbierała w czasie wypraw z mężem na wyspy Guernsey i Sark. Większość z jej rekonstrukcji skamielin przechowuje Muzeum Uniwersytetu w Oxfordzie.